# Nebesno telo
Nebésno teló je togo telo, zlasti v Osončju, lahko pa pomeni tudi zvezdo in galaksijo. Z gibanjem nebesnih teles se ukvarja nebesna mehanika. Nebesna telesa v Osončju so planet, pritlikavi planet, luna oziroma naravni satelit, asteroid in komet.